# Feral Roots
Feral Roots es el sexto álbum de estudio de la banda de rock estadounidense Rival Sons. Fue publicado el 25 de enero de 2019, por Low Country Sound y Atlantic Records. Se trata del primer trabajo de la banda con Atlantic Records y su publicación vino precedida por el lanzmiento del sencillo "Do Your Worst", que alcanzó el número 1 de la lista Billboard Mainstream Rock Songs en marzo de 2019.

## Recepción
Michael Pementel de la revista Consequence of Sound le dio al álbum una calificación de B+ y publicó que Feral Roots "ofrece una gran variedad de tonos emocionales para que los oyentes absorban", concluyendo que para los nuevos oyentes de la banda, " el álbum es un excelente punto de partida".
James Christopher Monger de AllMusic calificó el sencillo "Do Your Worst" un tema perfecto para las emisoras de radio que evoca tanto a Led Zeppelin como a los Black Keys ". También señala similitudes entre la pista "Look Away" con el álbum Led Zeppelin III. La revista Loudwire lo incluyó en su lista de los 50 mejores álbumes de 2019.
En la 62.ª edición de los Premios Grammy, Feral Roots fue nominado en la categoría de Mejor álbum de rock, perdiendo ante el Social Cues de Cage the Elephant. El tema "Too Bad" fue nominado en la categoría de Mejor interpretación de Rock. 

## Lista de canciones
| N.º | Título                                             | Duración |  |
| 1.  | «"Do Your Worst"» (Buchanan, Dave Cobb, Holiday)   | 3:30     |  |
| 2.  | «"Sugar on the Bone"» (Buchanan, Holiday)          | 3:02     |  |
| 3.  | «"Back in the Woods"» (Buchanan, Holiday)          | 3:32     |  |
| 4.  | «"Look Away"» (Buchanan, Holiday)                  | 5:19     |  |
| 5.  | «"Feral Roots"» (Buchanan, Holiday)                | 5:55     |  |
| 6.  | «"Too Bad"» (Buchanan, Holiday)                    | 4:44     |  |
| 7.  | «"Stood by Me"» (Buchanan, Holiday)                | 4:05     |  |
| 8.  | «"Imperial Joy"» (Buchanan, Holiday)               | 4:09     |  |
| 9.  | «"All Directions"» (Buchanan, Cobb, Holiday)       | 4:29     |  |
| 10. | «"End of Forever"» (Dave Beste, Buchanan, Holiday) | 3:52     |  |
| 11. | «"Shooting Stars"» (Buchanan, Holiday)             | 4:20     |  |

## Personal

### Rival Sons
- Jay Buchanan – voz, guitarra rítmica en pistas 5 y 9
- Scott Holiday – guitarra
- Michael Miley – batería
- Dave Beste – bajo

### Músicos adicionales
- Todd Ögren – teclados en pistas 1-5, 7–11
- Kristen Rogers y Whitney Coleman – coros en pistas 1-3, 5, 7, 8 y 9
- The Nashville Urban Choir – coros en pista 11

## Posicionamiento en listas
| Listas (2019)                       | Peak Posicionamiento |
| ----------------------------------- | -------------------- |
| Austria (Ö3 Austria)                | 16                   |
| Bélgica (Ultratop flamenca)         | 37                   |
| Bélgica (Ultratop valona)           | 18                   |
| Países Bajos (Album Top 100)        | 79                   |
| Finlandia (Suomen Virallinen Lista) | 43                   |
| Alemania (Offizielle Top 100)       | 8                    |
| Noruega (VG-lista)                  | 4                    |
| Escocia (Scottish Albums Chart)     | 4                    |
| Suecia (Sverigetopplistan)          | 4                    |
| Suiza (Schweizer Hitparade)         | 7                    |
| Reino Unido (UK Albums Chart)       | 12                   |
| Estados Unidos (Billboard 200)      | 139                  |
| Estados Unidos (Top Rock Albums)    | 22                   |